# Бјелогрлић
Бјелогрлић је српско презиме које потиче из Липникa (Гацко) и Бојишта (Невесиње). У Липник су дошли из Сливнице код Требиња, одакле су доведени од стране мајке у свој род, јер су се “осиротили”. У Бојишта су се доселили око 1880. године, одакле су побегли од “главодужја”, јер су убили брата “хајдука Јакшића из Мораче”. Бјелогрлићи су некад живели и у Мирушама код Билеће.
По предању, Бјелогрлићи потичу од Окиљевића из Гацка. Окиљевићи су имали лепу девојку коју су звали Бјелогрла, а због њене лепоте нико се није усуђивао да је запроси. Након извесног времена запросио ју је неки Калуђеровић пореклом из Чева у Црној Гори, а који је неко време живео у Сливници код Требиња. Након смрти мужа, Бјелогрла се вратила свом оцу у Гацко, а њену децу прозваше Бјелогрлићима.
У Гацку се среће још једно предање о пореклу Бјелогрлића. Једног дана Памучина из Требиња код Окиљевића са сином. Домаћица је малог дечкића замолила да приљуља девојчицу док она поспреми кућу, рекавши му: “Љуљни је мало па ћу ти је дати када порасте”. Кад је Памучина отишао, превијајући дете мајка је нашла дукат, што је по обичају значило да је дете испрошено. Кад је девојчица одрасла, Памучине су дошле о одвеле је. Након мужевљеве смрти девојка се вратила оцу, а децу је прозваше Бјелогрлићима.
У Липнику је 1900. године живело 30 домаћинстава, а између два светска рата 10 породица одлази у Војводину, Славонију и Косово као колонисти. За време Другог светског рата, још две породице су се одселиле, а 1946. године 27 домаћинстава. У Липнику су 1992. године била 22 домаћинства, а на страни око 65.
Крсна слава породице је Свети Стефан (9. јануар).

## Познати Бјелогрлићи
- Коста Бјелогрлић, народни херој
- Драган Бјелогрлић, глумац
- Горан Бјелогрлић, глумац